# Obłazowa-Höhle

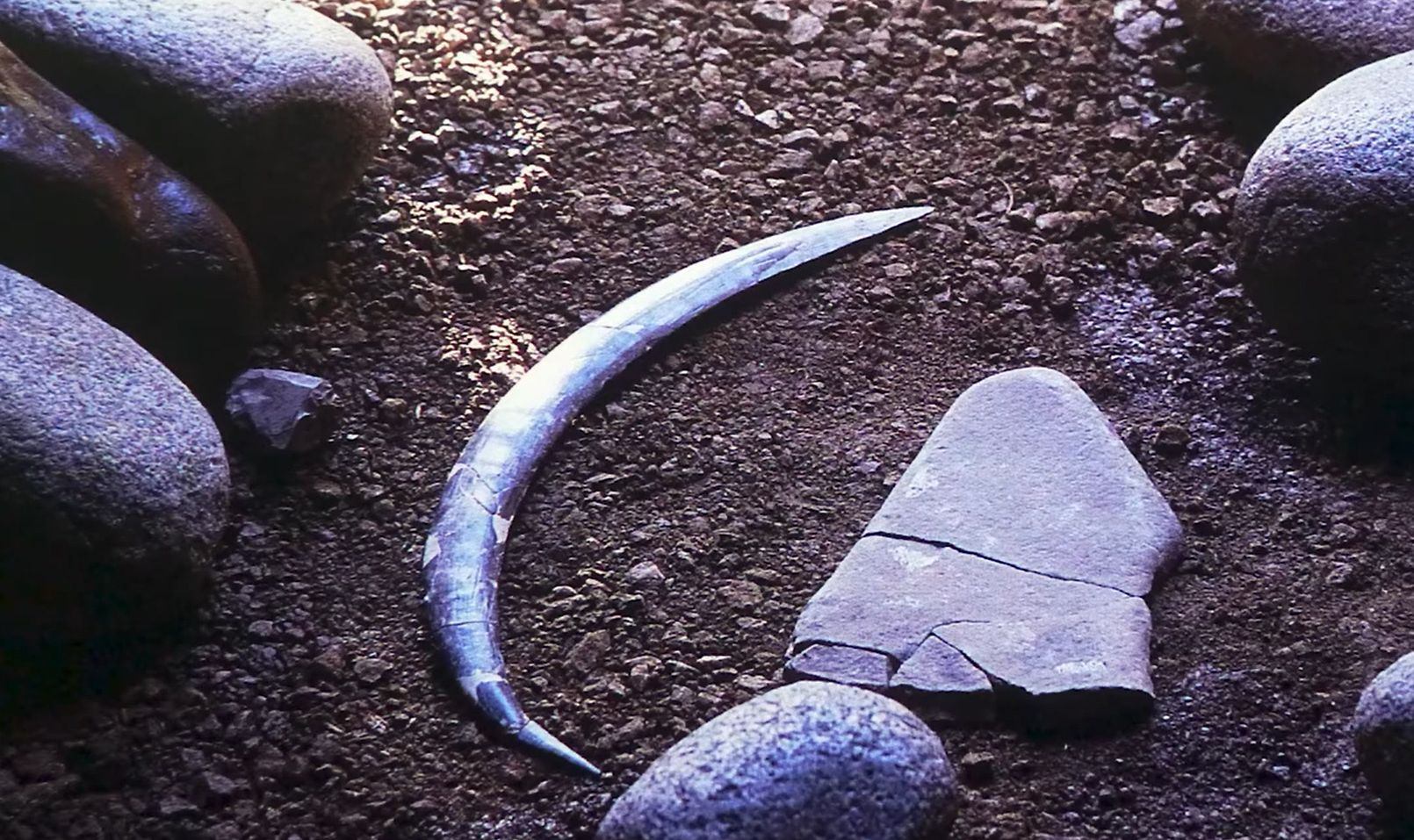
Bumerang aus der Obłazowa-Höhle.

Die Obłazowa-Höhle (poln. Jaskinia Obłazowa) befindet sich im polnischen Dorf Nowa Biała in der Nähe von Nowy Targ. Die Höhle ist ungefähr neun Meter lang und ist Fundort des ältesten bekannten Bumerangs.

## Archäologische Funde
Die Obłazowa-Höhle war bereits in der Altsteinzeit von Menschen bewohnt, wobei zahlreiche Spuren auf die Präsenz von Neandertalern hinweisen. Im Jahr 1985 wurden von einem Team von Prof. Paweł Valde-Nowak von der Jagiellonen-Universität Krakau wichtige Entdeckungen in der Obłazowa-Höhle im Talkessel von Nowy Targ gemacht. In den Sedimenten wurden nicht nur die Zähne eines Wollnashorns sowie die Knochen eines Höhlenlöwen und einer Höhlenhyäne gefunden, sondern auch der älteste Bumerang der Welt, etwa 70 cm lang, hergestellt aus einem zurechtgeschliffenen Mammutstoßzahn, der auf ein Alter von etwa 23 000 Jahren datiert wurde. Diese Entdeckung wurde zu einer archäologischen Sensation, die 1987 in einem Artikel der Nature besprochen wurde. Es stellte sich zudem heraus, dass die Obłazowa-Höhle dieser Zeitschicht nicht als Jägerlager fungierte (denn sie enthält fast keinen Abfall, sondern nur sorgfältig ausgewählte Wertgegenstände), sondern als Heiligtum. Davon zeugen auch ein Kreis aus mehreren Granit- und Quarzitblöcken, die von weither herbeigeschafft worden sein mussten, die Knochen rituell abgetrennter menschlicher Finger und eine Reihe kleinerer Gegenstände.
Die archäologischen Arbeiten in der Höhle dauerten bis 2008 und wurden von Wissenschaftlern der Jagiellonen-Universität geleitet. Dabei gelang es, eine Kegelschneckenmuschel mit einer von Menschenhand ausgeschnittenen Öffnung zu finden, die vielleicht kein Zierrat oder Jagdköder war, sondern eines der ersten bekannten Musikinstrumente. Zudem wurde bestätigt, dass die Höhle intensiv von Neandertalern genutzt worden war. Die ältesten Funde stammen aus der Zeit der Moustérien.